# Liść pułapkowy

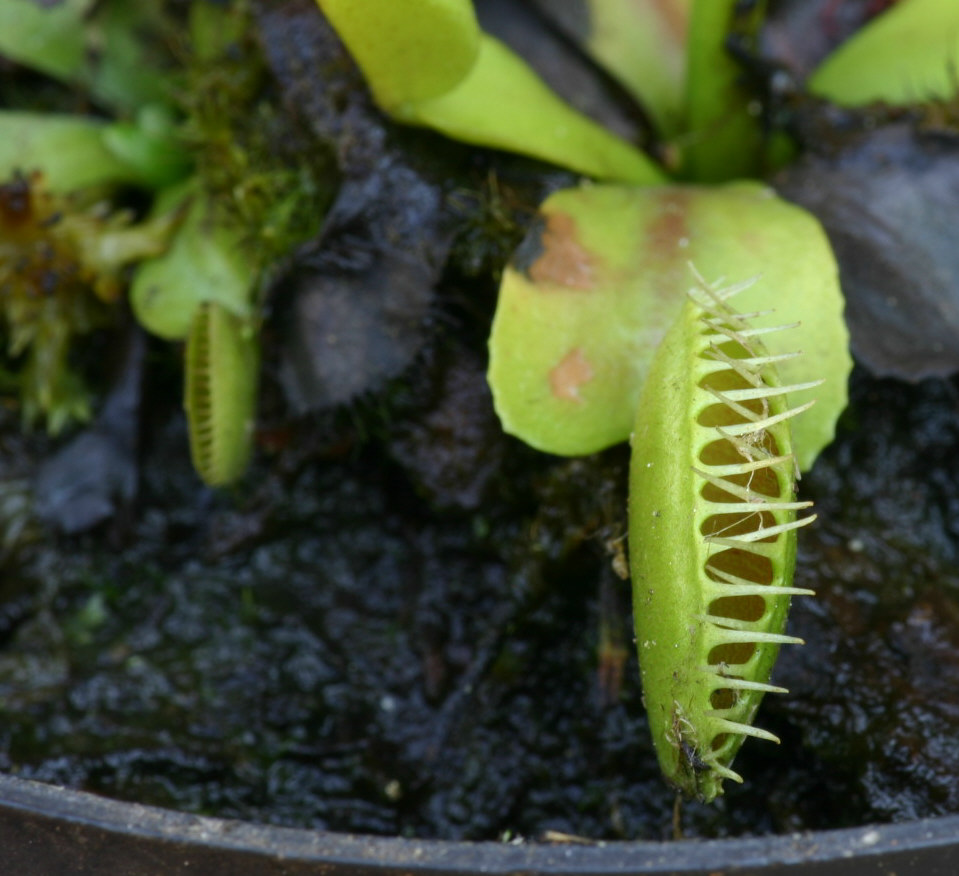
Liść pułapkowy muchołówki

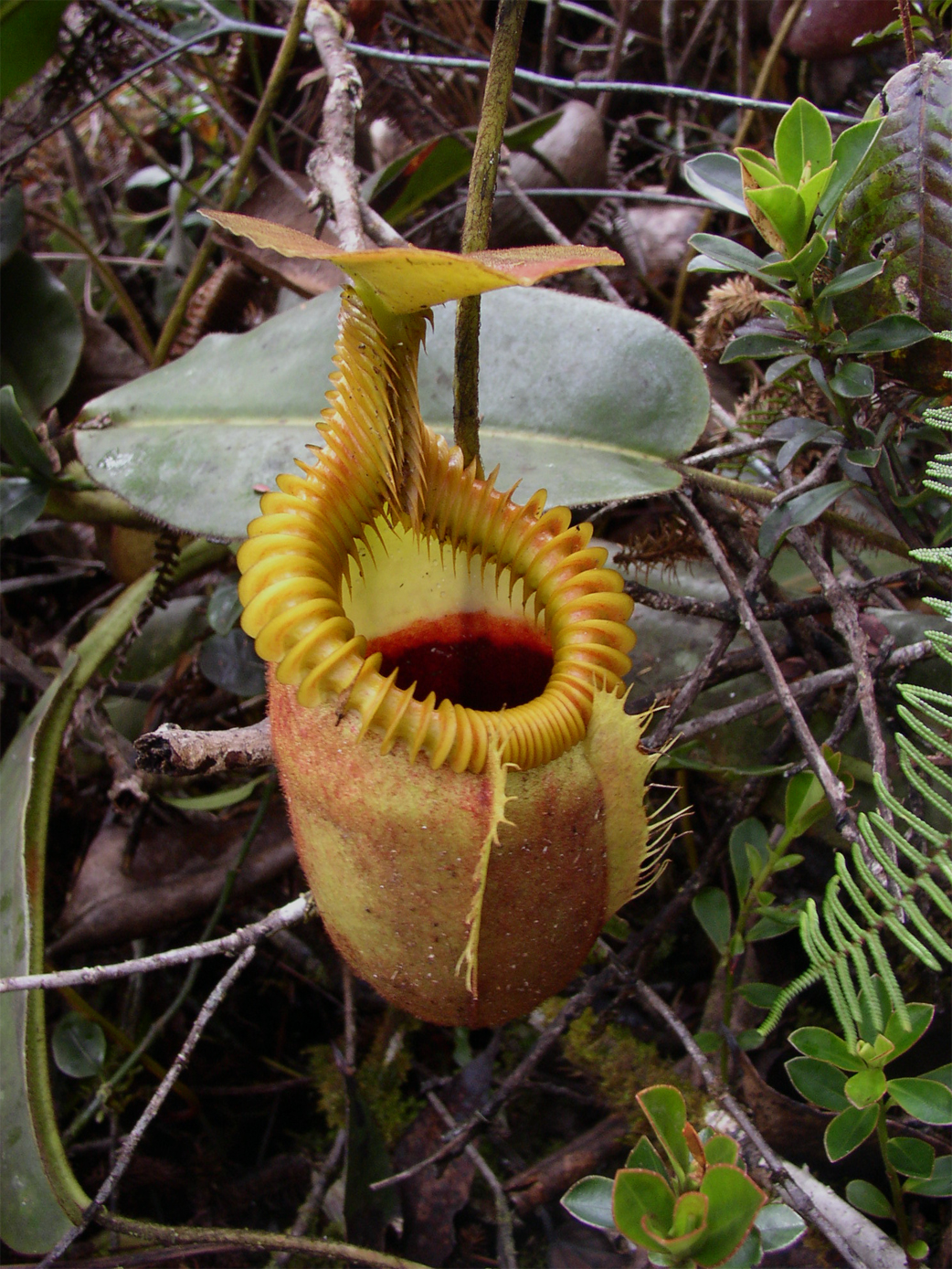
Liść pułapkowy dzbanecznika

Liść pułapkowy – zmodyfikowany liść o specyficznej budowie, przystosowany do chwytania i trawienia drobnych zwierząt. Liście takie występują u wszystkich roślin mięsożernych (np. w rodzajach rosiczka, muchołówka, dzbanecznik). Przystosowania tych liści dotyczą wabienia zwierząt, ich chwytania i trawienia. Podobieństwa liści roślin należących do różnych, niespokrewnionych rodzajów i rodzin jest wynikiem konwergencji.
Rolę powabni pełnią wydzieliny miodników pozakwiatowych (np. u muchołówki, kapturnicy, dzbanecznika), wydzielane w postaci słodkich kropli na liściach (np. u rosiczki, rosolistnika, tłustosza) i słodkiego śluzu na włoskach (u roślin podwodnych – pływacza, aldrowandy i żenlisei).
W celu pochwycenia ofiar wykształciły się następujące przystosowania: 
- lepki śluz przytrzymujący ofiary na nieruchomych liściach (działających biernie) – np. u byblis i rosolistnika,
- lepki śluz przytrzymujący ofiary i liście zwijające się (działające czynnie) – np. u tłustosza i rosiczki),
- liść w kształcie „wilczego dołu” ze ścianami i krawędziami uniemożliwiającymi wydostanie się – np. u kapturnicy, dzbanecznika, darlingtonii),
- organem chwytającym są szybko zamykające się dwie klapki – np. u muchołówki i aldrowandy,
- organ chwytający to zamknięty woreczek z klapką otwierającą się tylko do wnętrza – u pływacza.